# RFA Wave Ruler (A390)
Pour les autres navires du même nom, voir RFA Wave Ruler.
Le RFA Wave Ruler est un pétrolier et navire de ravitaillement de classe Wave de la Royal Fleet Auxiliary.
Le Wave Ruler et son sister-ship Wave Knight (en) furent commandés pour remplacer Olna (en) et Olwen (en). Le Wave Ruler sera remplacé par le Tidespring (en).

## Histoire
En septembre 2004, le Wave Ruler est déployé dans les Caraïbes pour fournir les opérations de secours à la suite des ouragans.
En 2006, le navire prend part à trois saisies importantes de cocaïne en mer. En septembre, il récupère 64 millions de livres de cocaïne d'une cargaison estimée à 500 millions de livres, après que l'équipage du bateau de pêche transportant les drogues l'eut incendié. Le 2 novembre, le navire et les Royal Marines qui l'accompagnent capturent 3 tonnes de cocaïne d'une valeur de 300 millions de livres sterling. Le 29 novembre, il saisit 2,9 t supplémentaires, toujours à bord d'un bateau de pêche. Tous les opérations ont lieu dans les Caraïbes.
Le 31 août 2008, le Wave Ruler est envoyé avec le HMS Iron Duke pour assister les efforts de secours dans les Caraïbes après l'ouragan Gustav. Les navires distribuent de la nourriture, de l'eau et des premiers secours aux victimes de la catastrophe ainsi que du soutien pour la restauration des infrastructures locales.
Le 3 octobre 2008, le navire accoste à La Havane. Ce n'est que la deuxième fois depuis que Cuba est devenu communiste 50 ans plus tôt qu'un navire de la Royal Navy se rend dans le pays. Le séjour de cinq jours fait partie d'une opération anti-drogue en cours dans les Caraïbes, qui voit le navire passer une grande partie des années 2005 à 2008 dans la région, en confisquant plus de 13 t de cocaïne au total.
Le 8 novembre 2008, le navire est envoyé aux îles Caïmans pour fournir une aide humanitaire à la suite de l'ouragan Paloma.
En juin 2009, le navire de ravitaillement participe à l'exercice Bersama Shield avec l'Ocean et le Somerset au large de la péninsule malaise.
En février 2010, le Wave Ruler et le destroyer HMS York (en) sont déployés dans les îles Falkland pendant une période de tension accrue entre le Royaume-Uni et l'Argentine au sujet des plans de forage du pétrole dans les mers entourant les îles. Alors qu'il est dans l'Atlantique Sud, le Wave Ruler prend part au sauvetage d'un marin de Kiribati gravement malade et ravitaille un hélicoptère Sea King de recherche et sauvetage de la Flight RAF No. 1564 (en) alors qu'il est en vol. Le déploiement voit les navires visiter l'archipel Thule du Sud dans les îles Sandwich du Sud, ils sont les premiers navires de guerre britanniques à visiter les îles depuis près de 10 ans
En novembre 2010, le navire revient dans les Caraïbes, où il distribue 160 t d'eau douce et 32 000 comprimés de purification d'eau à Sainte-Lucie après le passage de l'ouragan Tomas (en). Le navire vient aussi à Antigua et le territoire britannique d'outre-mer de Grand Cayman.
Le Wave Ruler passe de nouveau l'été et l'automne 2011 dans les Caraïbes, déployé au sein de l'Atlantic Patrol Ship (North). Il embarque un hélicoptère Westland Lynx du 815 Naval Air Squadron.
En octobre 2012, il transite par le canal de Suez et prend la relève du RFA Fort Victoria (en) dans le golfe Persique pour aider l'UK Maritime Component Command (en) basé à Bahreïn. Le RFA Fort Victoria revient en janvier 2013.
À l'automne 2014, le Wave Ruler est déployé au sein du Cougar 14 Task Group, avec les navires anglais Bulwark et Northumberland et le RFA Lyme Bay (en) et le navire français Courbet pour des exercices en Méditerranée. Le Wave Ruler reste à l'est de Suez, opérant avec le RFA Fort Austin (en) jusqu'à ce que les deux navires soient relevés par Fort Victoria en juin 2015.
Le Wave Ruler passe fin 2016 et début 2017 dans les eaux écossaises et la Manche en soutien au Flag Officer Sea Training (en).

### Désarmement
En novembre 2024, le ministre de la Défense britannique John Healey annonce que ce navire et son sister-ship le RFA Wave Knight, vont être désarmés, pour des raisons économiques.